# Порција (сателит)
Порција или Уран XII је природни сателит Урана, кога је 1986. октрила свемирска сонда Војаџер 2. Као и остали Уранови сателити, име је добила по лику из Шекспирових комада, а Порција се јавља као Брутова жена у драми Јулије Цезар и као главна јунакиња Млетачког трговца.‍:194
Порција припада „унутрашњим“ Урановим сателитима — наиме, Војаџер 2 је открио 10 сателита, који се сви налазе ближе Урану од „традиционалних“ пет.